# Parentation
Parentation är ett högtidligt, biografiskt orienterat minnestal över en nyligen avliden person. Parentation förekommer i akademier och lärda sällskap, gillen, kyrkor, ordenssällskap, samt inom olika organisationer, yrkeskårer och deras sammanslutningar. 
Ett exempel på parentationer är de i efterhand tryckta minnesteckningar som förekommer till exempel inom Svenska akademien, där en nyinvald ledamot talar till sin företrädares minne, liksom de olika stiftens minnesteckningar vid prästmöten, där de sedan senaste prästmöte avlidna prästerna på biskopens uppdrag minnestecknas av en särskilt utsedd parentator. I stiften är minnesteckningsarbetet ofta ett led i arbetet med att utge så kallade herdaminnen.
I kyrkor hålls parentation, i Svenska kyrkan kallad tacksägelse, ofta vid en gudstjänst strax efter en församlingsmedlems dödsfall, samt vid Alla Helgons dag varvid namnen uppläses på de sedan förra Alla Helgons dag bortgångna.
På föreningars årstämmor förekommer parentation på dagordningen som en egen punkt. Man håller då en tyst minut för under året avlidna medlemmar.